# Iwan Kupriejanow
Iwan Antonowicz Kupriejanow (ros. Иван Антонович Купреянов, 1794–1857) – rosyjski wiceadmirał, szef Rosyjsko-Amerykańskiej Kompanii Handlowej, a zarazem gubernator rosyjskich kolonii w Ameryce Północnej w latach 1835-1840.

## Życiorys
Kupriejanow ukończył w 1815 roku Korpus Kadetów Marynarki, otrzymując pierwszy stopień oficerski. W lipcu 1819 roku brał udział, jako członek wyprawy Fabiana Bellingshausena, w pierwszej wyprawie rosyjskiej do Arktyki. W czasie tej wyprawy został odznaczony Orderem św. Włodzimierza IV klasy. W sierpniu 1822 roku wyruszył na wyprawę pod wodzą Michaiła Łazariewa, której celem była podróż dookoła świata, a także dotarcie do rosyjskich posiadłości w Ameryce Północnej.
30 sierpnia 1834 roku został awansowany do stopnia kapitana i powołany na stanowisko gubernatora rosyjskich ziem w Ameryce. Wyruszył w związku z tym przez Syberię do Ochocka, skąd popłynął na Alaskę, do Nowoarchangielska. Jest twórcą biblioteki, muzeum i rezydencji w Nowoarchangielsku, gdzie także podpisano akt przekazania rosyjskich posiadłości w Ameryce Stanom Zjednoczonym w roku 1867. Kupriejanow otworzył też, razem z żoną Julią Iwanowną, szkołę dla miejscowych dziewcząt.
W latach 1840–1841 odbył podróż morską z Nowoarchangielska do Kronsztadu. W 1852 roku awansowany na wiceadmirała.
Na jego cześć nazwana jest jedna z wysp Archipelagu Aleksandra, Wyspa Kupriejanowa.
Zmarł w 1857 roku w Sankt Petersburgu i został pochowany na Cmentarzu Smolienskoje.